# 단의왕후
단의왕후 심씨(端懿王后 沈氏, 1686년 7월 1일(음력 5월 21일) ~ 1718년 2월 25일(음력 2월 7일))는 조선의 제20대 왕인 경종(景宗)의 정비이다. 시호는 공효정목단의왕후(恭孝定穆端懿王后), 전호(殿號)는 영휘(永徽), 능호(陵號)는 혜릉(惠陵)이다.

## 생애
1686년 7월 11일(음력 5월 21일)에 태어났다. 본관은 청송(靑松). 성은 심(沈). 세종의 국구인 심온의 12대손이고, 명종의 국구인 심강의 7대손이며, 동서분당의 원인을 제공한 심충겸의 6대손이다. 의금부도사 증영의정 심봉서(沈鳳瑞)의 손녀이며, 사옹원 첨정으로 후일 우의정, 영의정 등으로 추증된 익창부원군(靑恩府院君) 심호(沈浩)의 딸이다. 세자빈으로 책봉될 당시 증조부 심권(沈權: 당시 종4품 홍문관 부응교)이 생존한 상태로 심권은 서인 핵심 인물 중 한 명으로 전라도 관찰사에 이른다. 1696년에 11살의 나이로 세자빈에 간택되어 경종과 가례를 올렸다.
흔히 병약한 왕세자(경종)를 곁에서 극진히 모시다가 급환을 얻어 사망한 것으로 묘사되지만, 숙종실록의 기록을 확인하면 오히려 왕세자는 건강한 편이었고 병약한 쪽은 세자빈 심씨였다. 숙환으로 풍질(風疾: 중풍 등의 신경질환)을 앓았고, 1701년 9월에는 말이 횡설수설하는 증상이 있어 내의원에서 약을 의논하였다. 앞서 8월에는 병으로 인현왕후의 상사에 예를 갖추지 못했다. 가례 당시에도 극심한 복통을 일으켜 식을 전부 취소해야 한다는 언급이 있었을 만큼 심각한 소동이 있었다.
경종 즉위 2년 전인 1718년 3월 8일(음력 2월 7일)(숙종 44), 갑자기 혼절하여 돌연사하였다. 왕세자인 경종이 손수 지문을 지었고, 숙종은 그녀의 죽음을 비통해하며 단의(端懿)의 시호를 추서하고 단의빈으로 삼았다. 같은 해 어유구의 딸 함종 어씨(선의왕후 어씨)가 14세(만 12세)의 나이로 두 번째 세자빈으로 간택되어 왕세자와 가례를 올렸다. 1720년 경종이 즉위하자, 혜릉(惠陵)의 능호와 영휘(永徽)의 전호를 받고 단의왕후(端懿王后)로 추봉되었다. 후일 영조가 그녀에게 공효정목(恭孝定穆)의 휘호를 올렸다. 경종의 급서 후 그녀의 동생 심유현은 경종이 노론 환관들에 의해 유폐당한 뒤 독살되었다고 주장하며 이인좌의 난에 동참하였고 그로 인해 그녀의 친정가문이 몰락하였다.

## 가족 관계
본가 청송 심씨(靑松 沈氏)
- 8대조 : 영의정 청천부원군 심연원(領議政 靑川府院君 沈連源, 1491~1558)
- 7대조 : 명종 국구 영돈녕부사 증 영의정 청릉부원군 심강(明宗 國舅 領敦寧府事 贈 領議政 靑陵府院君 沈鋼, 1514~1567)
- 6대조 : 병조판서 증 좌찬성 청림군 심충겸(兵曹判書 贈 左贊成 靑林君 沈忠謙, 1545~1594)
- 5대조 : 영의정 심열(領議政 沈悅, 1569~1646)
- 고조부 : 홍문관교리 증 이조판서 심희세(弘文館校理 贈 吏曹判書 沈熙世, 1601~1645)
- 증조부 : 전라도관찰사 증 좌찬성 심권(全羅道觀察使 贈 左贊成 沈權, 1643~1697)
- 조부 : 의금부도사 증 영의정 심봉서(義禁府都事 贈 領議政 沈鳳瑞, 1652~1699)
- 조모 : 증 정경부인 연일 정씨(贈 貞敬夫人 延日 鄭氏, 1662~1700)
- 생조모 : 군수 이성린(李聖麟)의 딸 증 정경부인 전주 이씨(贈 貞敬夫人 全州 李氏, 1650~1676)
  - 아버지 : 청은부원군 증 영의정 심호(靑恩府院君 贈 領議政 沈浩, 1668~1704)
- 외조부 : 이조판서 증 영의정 박장원(吏曹判書 贈 領議政 朴長遠, 1612∼1658)의 아들 안산군수 박빈(安山郡守 朴鑌, 1629~?)
- 외조모 : 사헌부장령 증 부제학 한진(司憲府掌令 贈 副提學 韓縝, 1607~1659)의 딸 증 숙부인 청주 한씨(贈 淑夫人 淸州 韓氏)
  - 어머니 : 영원부부인 고령 박씨(靈原府夫人 高靈 朴氏, 1668 ~ 1735)
    - 여동생 : 청송 심씨
    - 제부 : 여산인 간성군수 송광속(杆城郡守 宋光涑)의 아들 공조판서 송징계(工曹判書 宋徵啓, 1690~1772)
    - 남동생 : 담양부사 심유현(潭陽府使 沈維賢, ? ~ 1728)
    - 양 남동생 : 심준현(沈駿賢)

왕가(王家 : 전주 이씨)
- 시아버지 : 숙종(肅宗, 1661 ~ 1720)
- 시어머니 : 희빈 장씨(禧嬪 張氏, 1659 ~ 1701)
  - 남편 : 경종(景宗, 1688 ~ 1724)

## 관련 작품

### 드라마
- 2003년 KBS2, 《장희빈》, 박지미
- 1988년 MBC, 《조선왕조오백년 - 인현왕후》, 어린 단의왕후역:우희진

## 같이 보기
- 경종 (조선)
- 선의왕후 (조선)